# Corbeyrier
Corbeyrier är en ort och kommun  i distriktet Aigle i kantonen Vaud, Schweiz. Kommunen har 464 invånare (2023).